# Elton (osiedle)
Elton (ros. Эльтон) – osiedle w Rosji, w obwodzie wołgogradzkim, w rejonie pałłasowskim. W 2010 liczyło 2723 mieszkańców.